# Sohar

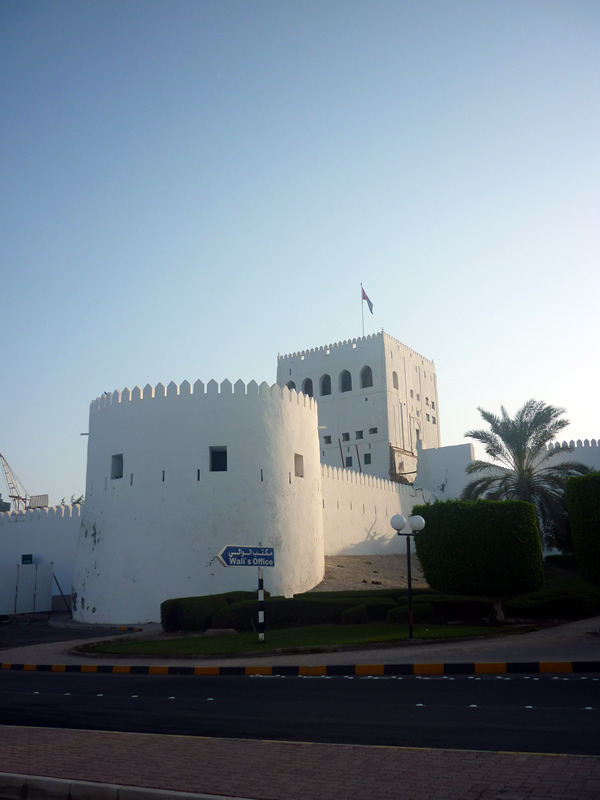
Este es uno de los castillos que se encuentran en la ciudad, es uno de los más conocidos en la región.

Sohar (en árabe: صُحار‎: صُحار, también romanizado como Sohār y Suhār) es la capital y la ciudad más grande del norte del gobierno de Batinah, en el Sultanato de Omán, antigua capital del país que alguna vez sirvió como importante ciudad portuaria islámica, también se supone que es el mítico lugar de nacimiento de Simbad el Marino.
Según el censo de 2010, la población de Sohar era de 140 006 habitantes, lo que hace de Omán la quinta ciudad más poblada. El desarrollo del puerto de Sohar durante la década de 2000 lo ha transformado un importante centro industrial en Omán.

## Historia
Se ha dicho que Sohar se debe identificar con la antigua ciudad llamada Omana, mencionada por Plinio el Viejo en su Naturalis Historia. Se cree que esto dio origen al nombre del país, Omán.
Gran parte de la población de Sohar proviene de la tribu conocida como Al-Alawi. La persona más anciana conocida de esta tribu es Sheikh Ahmad Saeed Msallam.

## Clima
Sohar tiene un clima árido (Clasificación climática de Köppen BWh) con veranos muy calientes e inviernos ligeros. Las precipitaciones son bajas; la mayoría de las precipitaciones se dan en febrero, y los veranos son casi completamente secos.

## Industria
Sohar es foco de atención de muchos inversionistas y empresarios locales e internacionales por lo que está experimentando actualmente una inversión significativa y cambios económicos . Este cambio se debe a una serie de proyectos de inversión y el gigante económico en el área industrial de Sohar donde se encuentra el Puerto de Sohar. Establecido en 2002, el puerto tiene una importancia estratégica debido a su cercanía al estrecho de Ormuz. Es operado por la Compañía portuaria industrial de Sohar (SIPC) y es considerado un puerto de clase mundial. Con las inversiones actuales que superan los $12 mil millones de dólares, es uno de proyectos de desarrollo portuarios más grandes del mundo. 
El gobierno de Omán ha prestado especial atención a la ciudad de Sohar, y lo puso en las prioridades del plan futuro de la economía Omaní en 2020. El objetivo del gobierno de Omán es hacer a Sohar un centro empresarial e industrial y ayudar a la economía Omaní a diversificar su dependencia de petróleo. Para que la economía Omaní logre esta diversificación económica, el gobierno de Omán está invirtiendo en un número de proyectos en el área industrial de Sohar. Por ejemplo, se está invirtiendo más de $5 mil millones de dólares en la industria de acero en la que Omán pretende por ser uno de los productores principales del Consejo de Cooperación del Golfo. Además de la industria de acero, esta también la industria de aluminio en el área industrial de la ciudad. La Compañía de aluminio de Sohar fue inaugurada en 2004 y está considerado uno de los proyectos principales que juegan un papel importante en la estrategia de diversificación económica del sultanato.

## Educación
Sohar tiene cuatro institutos de educación superior:
- Universidad de Sohar  - una universidad privada asociada con la Universidad de Queensland.
- Universidad de Ciencias Aplicadas de Sohar - universidad estatal.
- Universidad Médica de Omán - una universidad privada asociada con la Escuela de Medicina de la Universidad de Virginia Occidental.
- Universidad marítima internacional de Omán. Archivado el 29 de septiembre de 2007 en Wayback Machine.

Sohar también tiene un número de escuelas internacionales como:
- Escuela Internacional Al Batinah (propiedad de Aluminios Sohar)
- Escuela internacional Sohar (S.I.S)
- Escuela de Sohar Sede India
- Escuela Sohar Sede Pakistán

## Parques
Sohar tiene tres parques principales. El primero es el Parque Sohar, localizado en Al Humbar. El segundo es la Silver Jubilee Park, que está localizado en Sallan. El tercero es el Parque de diversiones en Sanaiyyah.

## Deportes y Ocio
La ciudad tiene el Complejo de Deportes Regionale de Sohar y el La plaza-cine de Sohar.

## Hitos principales
- Rotonda de globo
- Sohar Puerta
- Bahjat Al Anthar (El Sultán Palacio en Sohar)
- Fuerte de Sohar
- Plaza de toros
- Mercado artesanal
- Mercado de pescado
- Sohar Centro de ocio y entretenimiento.